# Керолайн Флетчер
Керолайн Флетчер (англ. Caroline Fletcher, 22 листопада 1906 — 3 квітня 1998) — американська стрибунка у воду.
Бронзова медалістка Олімпійських Ігор 1924 року.